# Djurs Sønder Herred

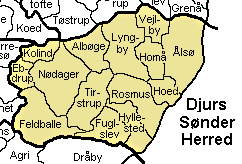
Djurs Sønder Herred

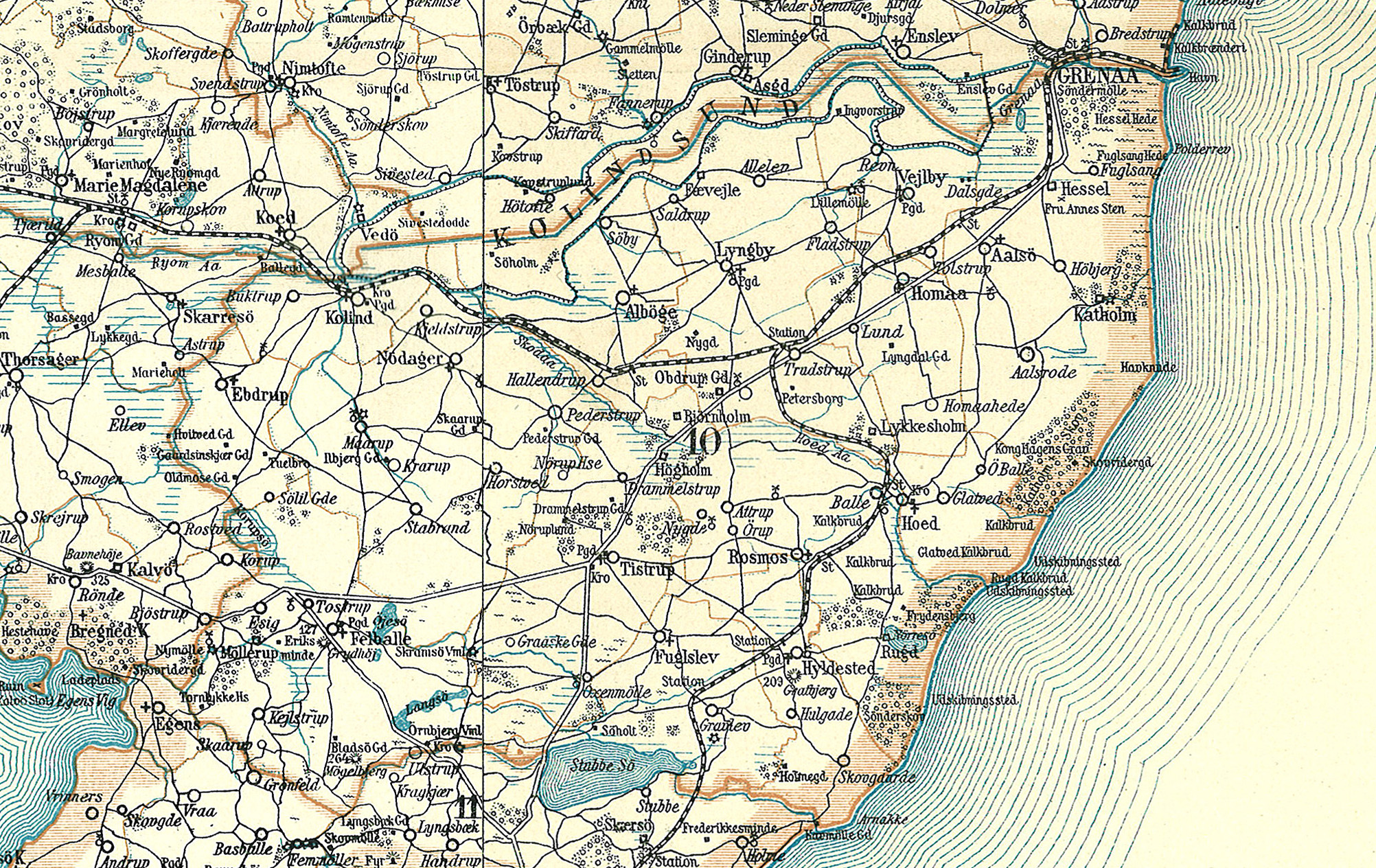
Djurs Sønder Herred rond 1900

Djurs Sønder Herred was een herred in het voormalige Randers Amt in Denemarken. In Kong Valdemars Jordebog wordt de herred vermeld als Dyursæ Syndræhæreth. In 1970, bij de bestuurlijke reorganisatie werd het gebied deel van de nieuwe provincie Aarhus.
Djurs Sønder omvatte 14 parochies.
- Albøge
- Ebdrup
- Feldballe
- Fuglslev
- Hoed
- Homå
- Hyllested
- Kolind
- Lyngby
- Nødager
- Rosmus
- Tirstrup
- Vejlby
- Ålsø